# 巴拉泽
巴拉泽（法語：Balazé，法語發音：[balaze]）是法国伊勒-维莱讷省的一个市镇，位于该省东部，属于富热尔-维特雷区。

## 地理
巴拉泽（48°10'8"N, 1°11'30"W）面积36.66 平方千米，位于法国布列塔尼大區伊勒-维莱讷省，该省份为法国西北部沿海省份，位于布列塔尼半岛东部，北濒大西洋，西接阿摩尔滨海省和莫尔比昂省，南至大西洋卢瓦尔省，西南端接曼恩-卢瓦尔省，东临马耶讷省，东北与芒什省接壤。
与巴拉泽接壤的市镇（或旧市镇、城区）包括：旺德莱地区沙蒂永、蒙托图尔、蒙特勒伊苏佩鲁斯、圣克里斯托夫-德布瓦、圣梅尔韦、泰利、维特雷。

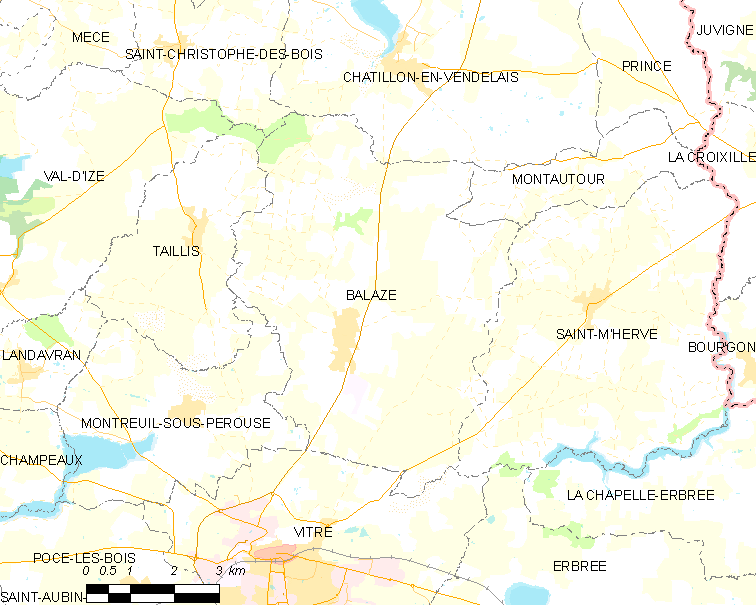
巴拉泽的OSM定位图

巴拉泽的时区为UTC+01:00、UTC+02:00（夏令时）。

## 行政
巴拉泽的邮政编码为35500，INSEE市镇编码为35015。

## 政治
巴拉泽所属的省级选区为维特雷县。

## 人口

1962-2008年间巴拉泽人口变化图示

巴拉泽于2022年1月1日时的人口数量为2181人。